# Lawrence Bayne
Lawrence Bayne (ur. 11 listopada 1960 w Toronto, Ontario) – kanadyjski aktor filmowy, telewizyjny i głosowy. Występował między innymi w roli Victora Pearsona, ojca Vaughna, w serialu Dziwne przypadki w Blake Holsey High. Wystąpił również w serialu Nikita w roli Davenporta. Użyczył także swojego głosu kilku postaciom w serialu animowanym X-Men.

## Wybrana filmografia

### Filmy
- 1991: Czarna Suknia – Neehatin
- 2016: Józef i Maryja – król Herod

### Seriale
- 1992: Catwalk – Gary Gleason
- 1993: Legendy Kung Fu – Crow Dog
- 1999–2000: Nikita – Davenport
- 1999–2001: Sławny Jett Jackson – doktor Hypnoto
- 2001: W świecie mitów – Set
- 2002: Andromeda – Abelard
- 2002–2006: Dziwne przypadki w Blake Holsey High – Victor Pearson
- 2010: Living in Your Car – detektyw Hoal

### Głosy
- 1992–1997: X-Men –
  - Cable,
  - Erik the Red,
  - Corsair,
  - Fabian Cortez,
  - Kapitan Ameryka,
  - różne postacie
- 2002–2004: Roboluch